# Jeanne Contal
Jeanne Joséphine Contal, née le 7 janvier 1866 à Nancy et morte le 28 avril 1941 en son domicile dans le 5e arrondissement de Paris, est une peintre miniaturiste française. 

## Biographie

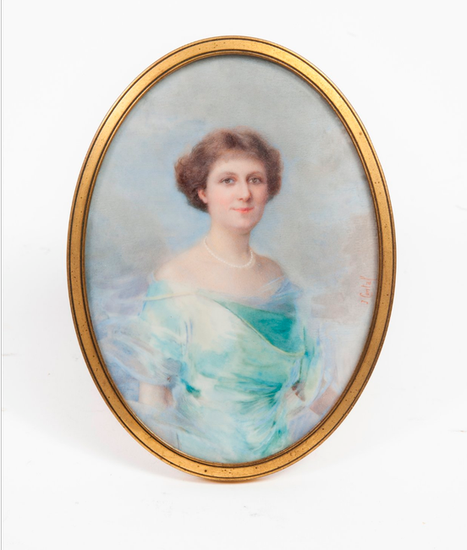
Portrait d'élégante de Jeanne Contal (collection privée)

### Formation et carrière artistique
Élève de Charles Bellay, elle expose (sous le nom de Jeanne Contal) au Salon des artistes français de 1883 à 1895 et au Salon de La Société nationale des Beaus-arts de 1897 à 1914. 
Elle obtient une médaille de bronze à l'exposition universelle de Paris de 1889 ainsi qu'à celle de 1900.  
Sept de ses portraits (miniatures sur ivoire) ont été exposés à l'Exposition universelle de Chicago en 1893 (au Palais des Beaux-arts).
Un de ses portraits a illustré le Traité pratique de la miniature par Karl Robert (édité en 1893, chez H. Laurens).
Le portait de sa Fille Éliane (1900-1907) est conservée au Musée du Luxembourg, et plusieurs autres, dont celui de Nadia Haumant,sont conservés au Musée du Louvre (département des arts graphiques,). 

### Vie privée
Le 13 août 1893, elle épouse le physicien Michel Krouchkoll, et on la trouve parfois sous le patronyme de Krouchkoll-Contal.
Elle est inhumée avec son mari au cimetière du Père-Lachaise (division 92).